# Lormetazepam
Lormetazepam é uma substância utilizada como medicamento pertencente ao grupo e sub-grupos:
- Medicamentos que deprimem o Sistema Nervoso Central
  - Psicofármacos
    - Ansiolíticos,  sedativos e hipnóticos
      - Benzodiazepinas

## Indicações
- Insónia (Só para tratamento de curto prazo).
- Pode ser utilizado em pré-anestesia.

## Reacções adversas
- Sonolência.
- Descoordenação motora.
- Alterações gastrointestinais.
- Diarreia.
- Vómitos.
- Alterações do  apetite.
- Alterações visuais.
- Irregularidades cardiovasculares.
- Alteração da memória.
- Confusão.
- Depressão.
- Vertigem.
- O  seu uso prolongado pode causar dependência e síndrome de abstinência quando a medicação é interrompida.

## Contra indicações e precauções
- As doses devem ser reduzidas nos idosos.
- Deve ser administrado com cuidado em doentes com miastenia gravis ou insuficiência respiratória ou com apneia do sono.

## Interacções
Deve ser evitado o uso concomitante de álcool e medicamentos depressores do Sistema Nervoso Central..

## Farmacocinética
- Lormetazepam atravessa a barreira placentária e aparece em pequenas doses no leite materno.
- É absorvido no trato gastro-intestinal.
- O metabolito resultante da sua metabolização não tem acção farmacológica.
- Tem uma semi-vida de cerca de onze horas.

## Dependência
- 0,5 mg ou 1 mg de lormetazepam correspondem a 5 mg de diazepam em termos de dependência.

## Propriedades químicas
- O Lormetazepam é um pó cristalino branco.
- É insolúvel na água e solúvel no álcool e no álcool metílico.
- Deve ser guardado ao abrigo da luz.

## Estereoquímica
Lormetazepam contém um estereocenter e consiste em dois enantiómeros. Este é um racemate, ou seja, uma mistura 1: 1 de ( R ) - e a ( S ) - forma:
| Enantiómeros de lormetazepam | Enantiómeros de lormetazepam |
| ---------------------------- | ---------------------------- |
| CAS-Nummer: 113679-56-4      | CAS-Nummer: 113679-54-2      |